# ريان جونسون (متزحلق حر)
ريان جونسون هو متزحلق حر كندي، ولد في 13 سبتمبر 1974 في ميسيساغا في كندا.

## وصلات خارجية
- ريان جونسون على موقع الاتحاد الدولي للتزلج (التزلج الحر) (الإنجليزية)
- ريان جونسون على موقع أوليمبيديا (الإنجليزية)